# Campionati uruguaiani di ciclismo su strada
I campionati uruguaiani di ciclismo su strada sono la manifestazione annuale di ciclismo su strada che assegna il titolo di Campione dell'Uruguay. I vincitori hanno il diritto di indossare per un anno la maglia di campione uruguaiano, come accade per il campione mondiale.

## Campioni in carica
| Uomini Elite | Uomini Elite         | Uomini Elite |
| ------------ | -------------------- | ------------ |
| In linea     | Thomas Silva         |              |
| Cronometro   | Eric Fagúndez        |              |
| Donne Elite  |                      |              |
| In linea     | Malvina Maria Prieto |              |
| Cronometro   | Anabel Posse         |              |

## Albo d'oro

### Titoli maschili
Aggiornato all'edizione 2025.
| Anno | Vincitore              | Secondo                | Terzo                   |
| ---- | ---------------------- | ---------------------- | ----------------------- |
| 2007 | Cristian Villanueva    | Emanuel Machín         | Néstor Aquino           |
| 2008 | Non organizzata        | Non organizzata        | Non organizzata         |
| 2009 | Néstor Aquino          | Richard Mascarañas     | Pablo Pintos Rodriguez  |
| 2010 | Pablo Pintos Rodriguez | Jorge Bravo            | Gregory Duarte          |
| 2011 | Non organizzata        | Non organizzata        | Non organizzata         |
| 2012 | Emanuel Machín         | Alinton Gadea          | Pablo Pintos Rodríguez  |
| 2013 | Nicolás Arachichú      | Néstor Pías            | Joan De Souza           |
| 2014 | Emanuel Yáñez          | Diego González Suárez  | Alan Presa              |
| 2015 | Geovane Fernández      | Ricardo Guedes         | Matías Pérez            |
| 2016 | Nicolás Arachichú      | Ricardo Guedes         | Richard Mascarañas      |
| 2017 | Richard Mascarañas     | Alan Presa             | Ignacio Maldonado       |
| 2018 | Non organizzata        | Non organizzata        | Non organizzata         |
| 2019 | Pablo Anchieri         | Richard Mascarañas     | Santiago Nicolás Méndez |
| 2020 | Non organizzata        | Non organizzata        | Non organizzata         |
| 2021 | Roderyck Asconeguy     | Anderson Maldonado     | Pablo Pintos Rodríguez  |
| 2022 | Thomas Silva           | Ivo Weickert           | Diego Leonel Rodríguez  |
| 2023 | Diego Leonel Rodríguez | Fernando Méndez        | Juan Martín Echeverría  |
| 2024 | Diego Leonel Rodríguez | Ignacio Raúl Maldonado | Ivo Weickert            |
| 2025 | Thomas Silva           | Eric Fagúndez          | Roderyck Asconeguy      |

| Anno    | Vincitore       | Secondo               | Terzo              |
| ------- | --------------- | --------------------- | ------------------ |
| 2009    | Daniel Fuentes  | Luis Martínez Ramírez | Richard Mascarañas |
| 2010    | Jorge Soto      | Mariano De Fino       | Richard Mascarañas |
| 2011    | Non organizzata | Non organizzata       | Non organizzata    |
| 2012    | Jorge Soto      | Richard Mascarañas    | Agustín Moreira    |
| 2013    | Jorge Soto      | Néstor Pías           | Ignacio Maldonado  |
| 2014    | Néstor Pías     | Jorge Soto            | Agustín Moreira    |
| 2015    | Néstor Pías     | Alan Presa            | Jorge Bravo        |
| 2016    | Agustín Moreira | Alan Presa            | Richard Mascarañas |
| 2017    | Agustín Moreira | Sixto Núñez           | Cristian Pérez     |
| 2018    | Robert Méndez   | Agustín Moreira       | Juan Caorsi        |
| 2019    | Jorge Soto      | Nicolás Rariz         | Pablo Troncoso     |
| 2020-21 | Non organizzata | Non organizzata       | Non organizzata    |
| 2022    | Agustín Alonso  | Roderyck Asconeguy    | Agustín Moreira    |
| 2023    | Eric Fagúndez   | Agustín Moreira       | Roderyck Asconeguy |
| 2024    | Agustín Alonso  | Eric Fagúndez         | Thomas Silva       |
| 2025    | Eric Fagúndez   | Thomas Silva          | Agustín Alonso     |

| Anno | Vincitore               | Secondo             | Terzo               |
| ---- | ----------------------- | ------------------- | ------------------- |
| 2010 | Alan Presa              | Ignacio Maldonado   | Ramiro Cabrera      |
| 2011 | Non organizzata         | Non organizzata     | Non organizzata     |
| 2012 | Bilker Castro           | Robert Hernández    | Jorge Corujo        |
| 2013 | Diego González Suárez   | Rafael Ferrero      | Robert Méndez       |
| 2014 | Sixto Nuñez             | Joaquín Hiriart     | Anderson Maldonado  |
| 2015 | Robert Méndez           | Mauricio Moreira    | Mauricio Santa Cruz |
| 2016 | Sandro Adrián Rodríguez |                     |                     |
| 2017 | Cristian Gutiérrez      | Alexander Gutiérrez | Luciano Flores      |

| Anno | Vincitore          | Secondo               | Terzo               |
| ---- | ------------------ | --------------------- | ------------------- |
| 2010 | Roderyck Asconeguy | Ramiro Cabrera        | Ignacio Maldonado   |
| 2011 | Non organizzata    | Non organizzata       | Non organizzata     |
| 2012 | Agustín Moreira    | Sixto Nuñez           | Enrique Peculio     |
| 2013 | Camilo Pimentel    | Diego Martin González | Sixto Nuñez         |
| 2014 | Agustín Moreira    | Sixto Nuñez           | Carlos Cabrera      |
| 2015 | Agustín Moreira    | Pablo Troncoso        | David Exequiel      |
| 2016 | Mauricio Moreira   | Pablo Troncoso        | Diego Jamen         |
| 2017 | Mauricio Moreira   | Nahuel Soares         | Martin Ansolabehere |

| Anno | Vincitore         | Secondo          | Terzo               |
| ---- | ----------------- | ---------------- | ------------------- |
| 2010 | Carlos Cabrera    | Matias Pombo     | Sergio Saavedra     |
| 2011 | Non organizzata   | Non organizzata  | Non organizzata     |
| 2012 | José Larrosa      | Nicolas Aveiro   | Alexander Gutiérrez |
| 2013 | Mauricio Moreira  | Nicolas Aveiro   | Cristian Gutiérrez  |
| 2014 | Mauricio Chineppe | Santiago Vanolli | Giovani Acosta      |

| Anno | Vincitore        | Secondo               | Terzo             |
| ---- | ---------------- | --------------------- | ----------------- |
| 2012 | Mauricio Moreira | Diego González Suárez | Wayner Gadea      |
| 2013 | Luis Olivera     | Mauricio Moreira      | Edy Corujo        |
| 2014 | Frederico Rivero | Santiago Vanolli      | Mauricio Chineppe |

### Titoli femminili
Aggiornato all'edizione 2025.
| Anno | Vincitore                | Secondo            | Terzo            |
| ---- | ------------------------ | ------------------ | ---------------- |
| 2021 | Agustina Belen Fernandez | Florencia Giordano | Fabiana Granizal |
| 2022 | Ana Claudia Seijas       | Fabiana Granizal   | Paola Silva      |
| 2023 | Johanna Bracco           | Ana Claudia Seijas | Paola Silva      |
| 2024 | Non organizzata          | Non organizzata    | Non organizzata  |
| 2025 | Malvina Maria Prieto     | Paola Silva        | Mariana Garcia   |

| Anno | Vincitore        | Secondo         | Terzo                  |
| ---- | ---------------- | --------------- | ---------------------- |
| 2022 | Fabiana Granizal | Mariana Garcia  | Natalia Beatriz Guedes |
| 2023 | Mariana Garcia   | Johanna Bracco  | Vikla Yenniers Lopez   |
| 2024 | Non organizzata  | Non organizzata | Non organizzata        |
| 2025 | Anabel Posse     | Mariana Garcia  | Luciana Wynants        |